# Tiziana Lauri
Tiziana Lauri (Roma, 25 dicembre 1959) è una ballerina italiana.

## Biografia

### Il debutto

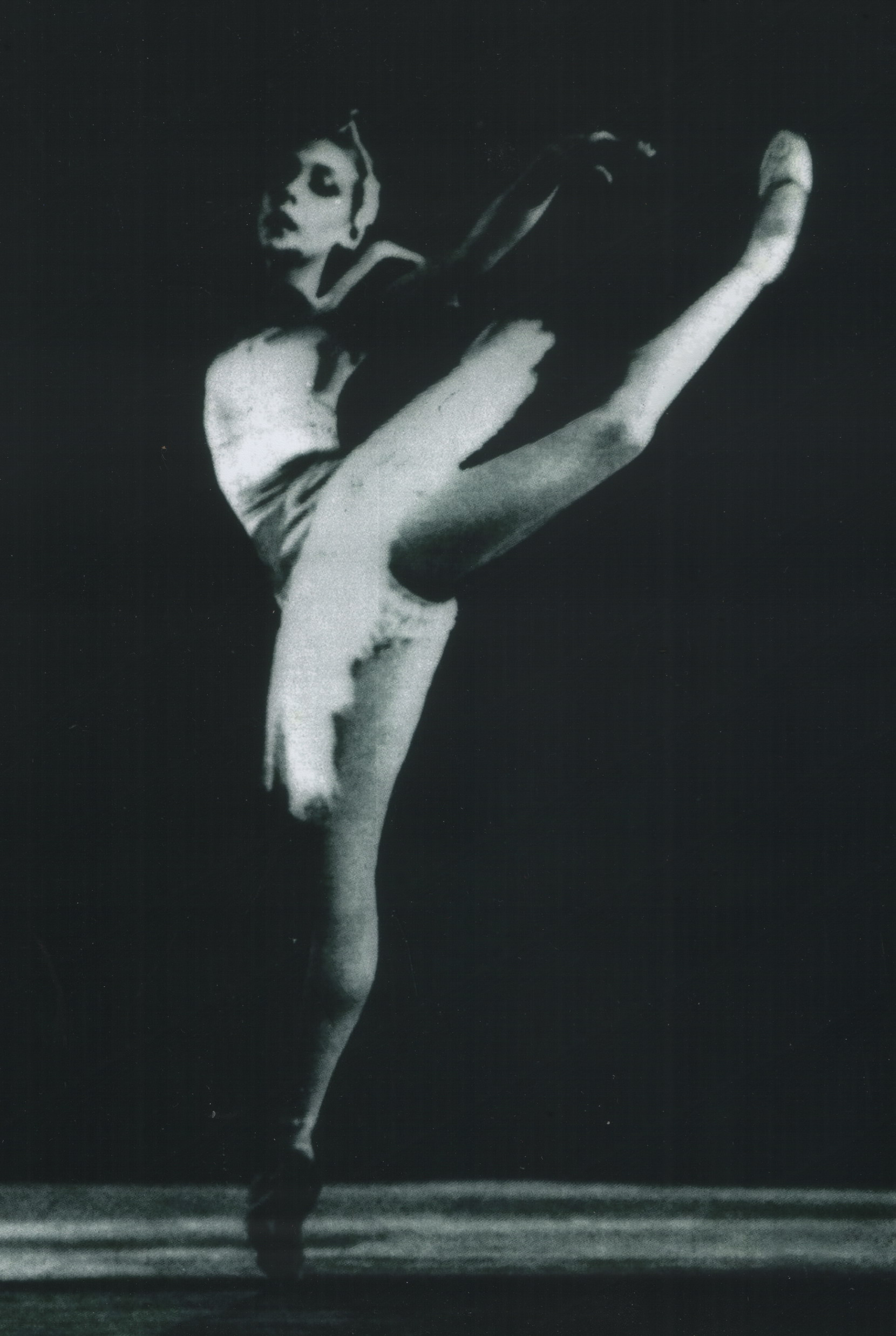
Giovanissima Odette ne Il Lago dei Cigni.

Figlia d'arte (il padre è Guido Lauri, primo ballerino étoile del Teatro dell'Opera di Roma, e la madre è la danzatrice classica Anna Maria Paganini) svolge un'infanzia priva di studi di danza, dedicandosi alla pratica del pianoforte.
All'età di 13 anni, contrastando la volontà dei genitori, si presenta ad Attilia Radice che la ammette subito al 5º corso della scuola di ballo del Teatro dell'Opera di Roma; pochi mesi dopo, vi debutta come giovanissima protagonista nelle danze di Andrea Chénier, con la regia di Walter Cataldi Tassoni e la direzione d'orchestra di Oliviero De Fabritiis.
Nel 1977, con un Passo d'Addio straordinariamente promettente (creatole su misura da Franca Bartolomei), si diploma con il punteggio massimo.
Invitata da André Prokovsky ad unirsi al corpo di ballo del Teatro dell'Opera di Roma, è promossa ballerina solista dopo un solo anno.

### In scena

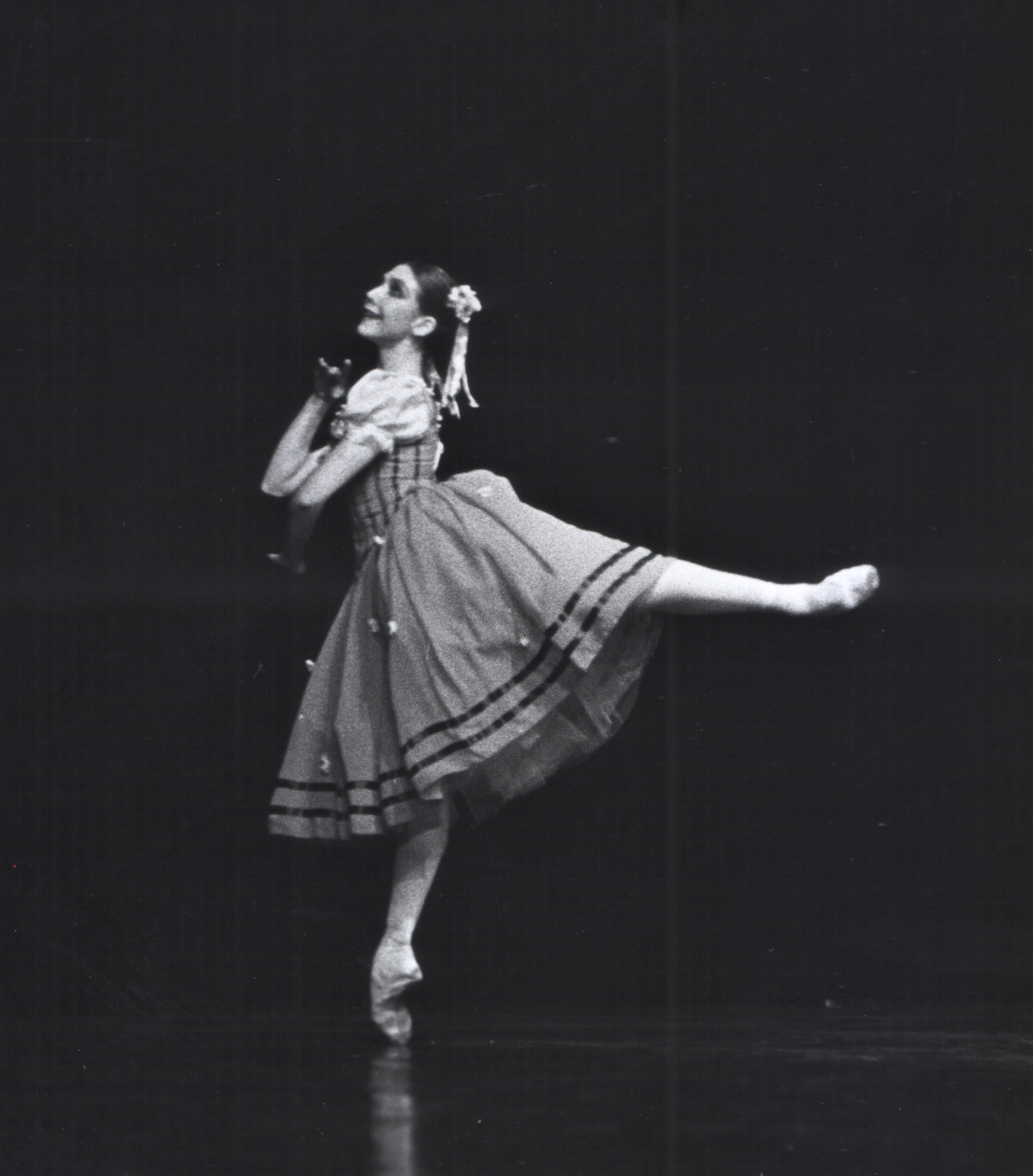
Interpreta lo stile di August Bournonville in Infiorata a Genzano.

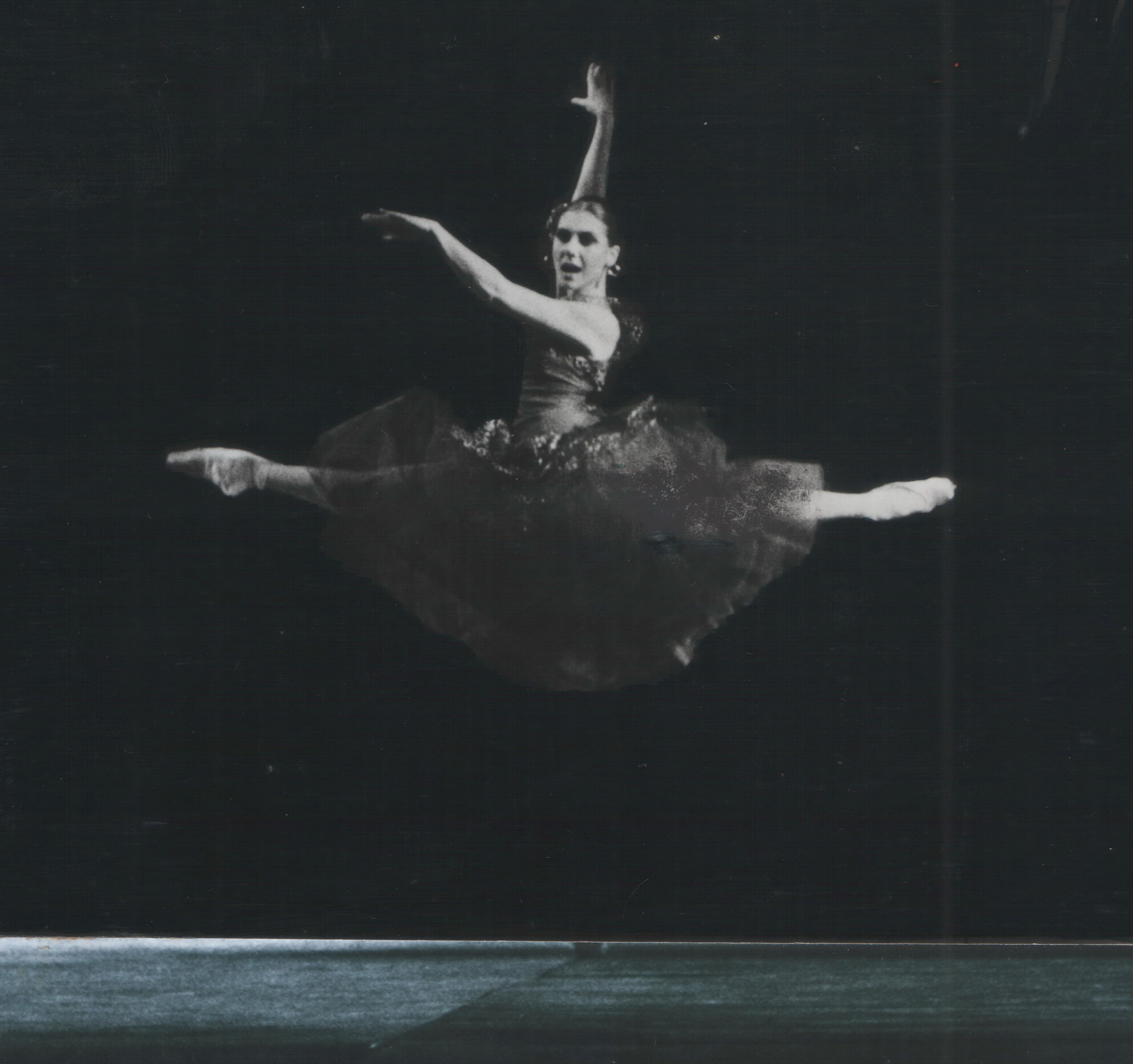
Da Rajmonda, il divertissement spagnolo creato su lei da Majja Michajlovna Pliseckaja.

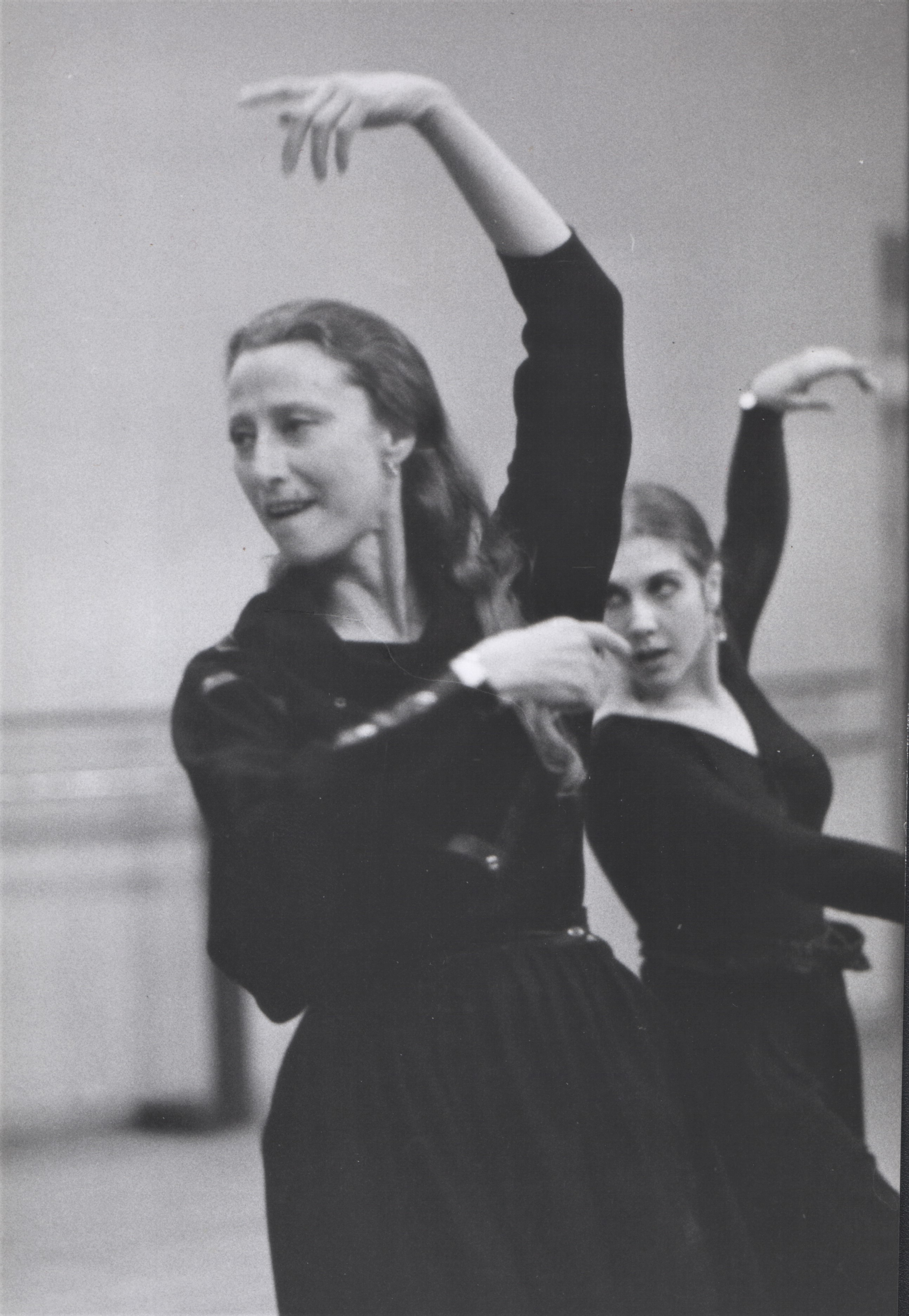
In prova con Majja Pliseckaja all'Opera di Roma.

Lodata da Vittoria Ottolenghi quale "giovane stella emergente, bellissima e di grande temperamento", si perfeziona a Cannes (Hightower, Ferran), a Parigi (Chauviré, Franchetti) e a Londra (Messerer, Pliseckij).
Si esibisce regolarmente con il Balletto del Teatro dell'Opera di Roma al Teatro Costanzi e alle Terme di Caracalla.
E' prima ballerina ospite del Teatro Comunale di Bologna.
I ruoli per cui la critica di settore la definisce "sorprendente","luminosa" e "applauditissima" interprete, vanno dalla commedia brillante (Coppélia) al registro lirico-drammatico (Giulietta).
Il suo repertorio include sia creazioni - Le diable à quatre, I sette peccati capitali, Faust- che brani di puro virtuosismo come il Tchaikovsky pas de deux di George Balanchine o Le Corsaire di Petipa.
Danza spesso in coppia con il cugino Raffaele Paganini: "lui altero e drammatico, lei scattante ed accattivante".

### I riconoscimenti

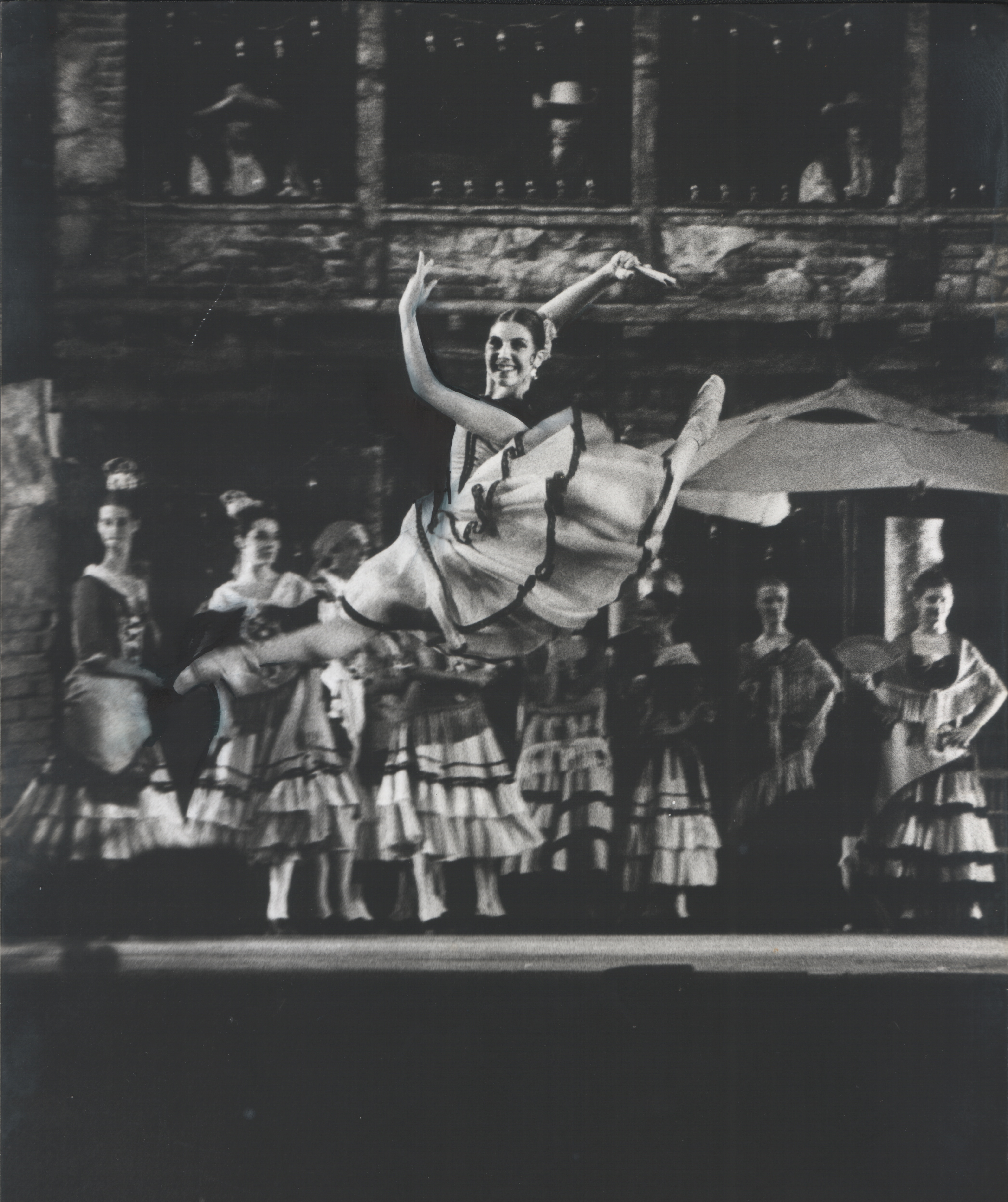
Don Chisciotte nella versione coreografica di Zarko Prebil alle Terme di Caracalla.

È proprio della sua inusuale posizione di parentela con numerosi artisti (tra cui altri tre cugini danzatori e lo zio cantante lirico Giulio Neri) che la rivista statunitense Dance Magazine rende cronaca nel 1987.
Le esperienze professionali comprendono incontri con rilevanti figure artistiche del cinema (Bertolucci, Majano, Zeffirelli), della televisione (Landi, Miseria, Ravel) e del balletto (Dolin, Nureev, Poljakov, Pliseckaja, Makarova, Grigorovič e Besmertnova, Vasil'ev e Maksimova, Bortoluzzi, Bujones, Guerra, Dupond, Khalfouni e molti altri).
Medaglia d'oro Carlo Blasis del 5º Concorso Nazionale di Balletto al Teatro Nuovo di Torino nel 1981, riceve i premi Apollon Musagète '86, Perseo d'Oro '87, David di Michelangelo '88, Acli Riano '88, Corradini-La Sponda per meriti culturali '89, Talenti dello Spettacolo Internazionale '89, Oscar del Successo a Chianciano '90, Coppa e Orso d'Oro di Berlino '90.

### Oltre la danza
Si forma presso la facoltà di Psicologia all'Università La Sapienza di Roma; è istruttrice Reiki di 1º livello; si dedica all'Astrologia di ispirazione psicoanalitica (Carl Gustav Jung) e soprattutto all'Antroposofia di Rudolf Steiner.
Per un quinquennio è conduttrice televisiva ed intervista sui più vari argomenti in ambito culturale, sportivo e scientifico.
In palcoscenico coglie la sua maturità d'interprete - grazie, a detta di Alberto Testa, a "doti espressive non comuni" - con personaggi di intensa caratterizzazione (la Matrigna in Cenerentola, Madge la strega ne La Sylphide) concludendo la sua carriera nel 2010 al Teatro dell'Opera di Roma.
Nel 2011, quale sostenitrice dell'evento Guido Lauri per la danza, premia lo spettacolo Love affection ispirato alla Dichiarazione Universale dei Diritti dell'Uomo.

## Video

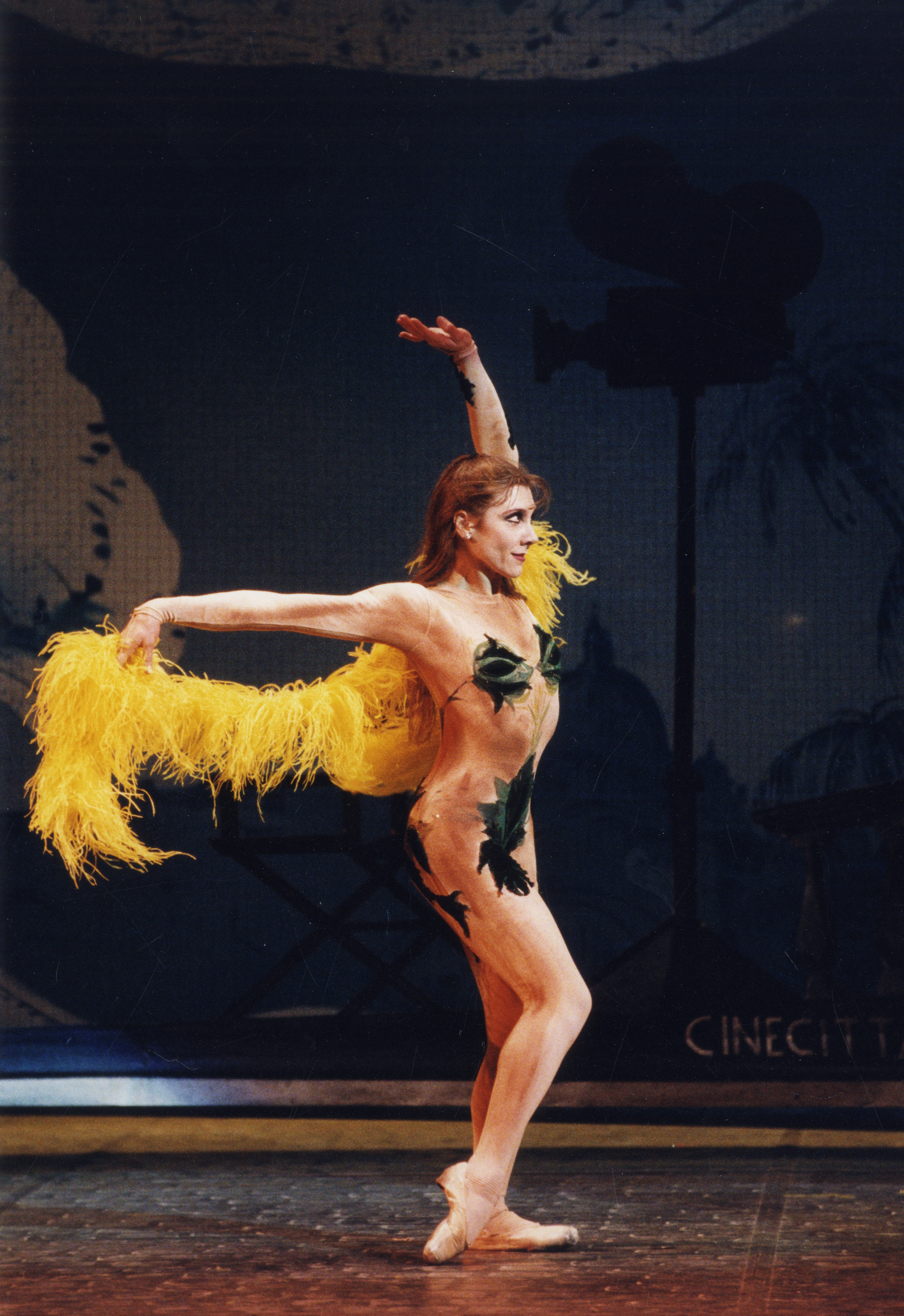
Nel ruolo della diva del cinema Valentina Cortese.

- 'Quell'antico amore', sceneggiato televisivo (1981), su youtube.com.
- 'Rajmonda', Teatro alle Terme di Caracalla (1984), su youtube.com.
- 'Don Chisciotte', Teatro alle Terme di Caracalla (1985), su youtube.com.
- Premio Apollon Musagète, Firenze (1986), su youtube.com.
- 'Blues', Teatro dell'Opera di Roma (1987), su youtube.com.
- 'Rideau Lake', Teatro dell'Opera di Roma (1987), su youtube.com.
- Intervista GBR con Enzo Garinei (1987), su youtube.com.
- Documentario tv, Teatro alle Terme di Caracalla (1988), su youtube.com.
- TeleTevere, presentatrice ed intervistatrice (1989), su youtube.com.
- 'Cenerentola', Teatro dell'Opera di Roma (1989), su youtube.com.
- 'Romeo e Giulietta', serata di gala (1990), su youtube.com.
- 'La Ronde', Teatro dell'Opera di Roma (2001), su youtube.com.
- 'La Voce Umana', pièce di prosa e danza (2003), su youtube.com.

## Immagini di scena

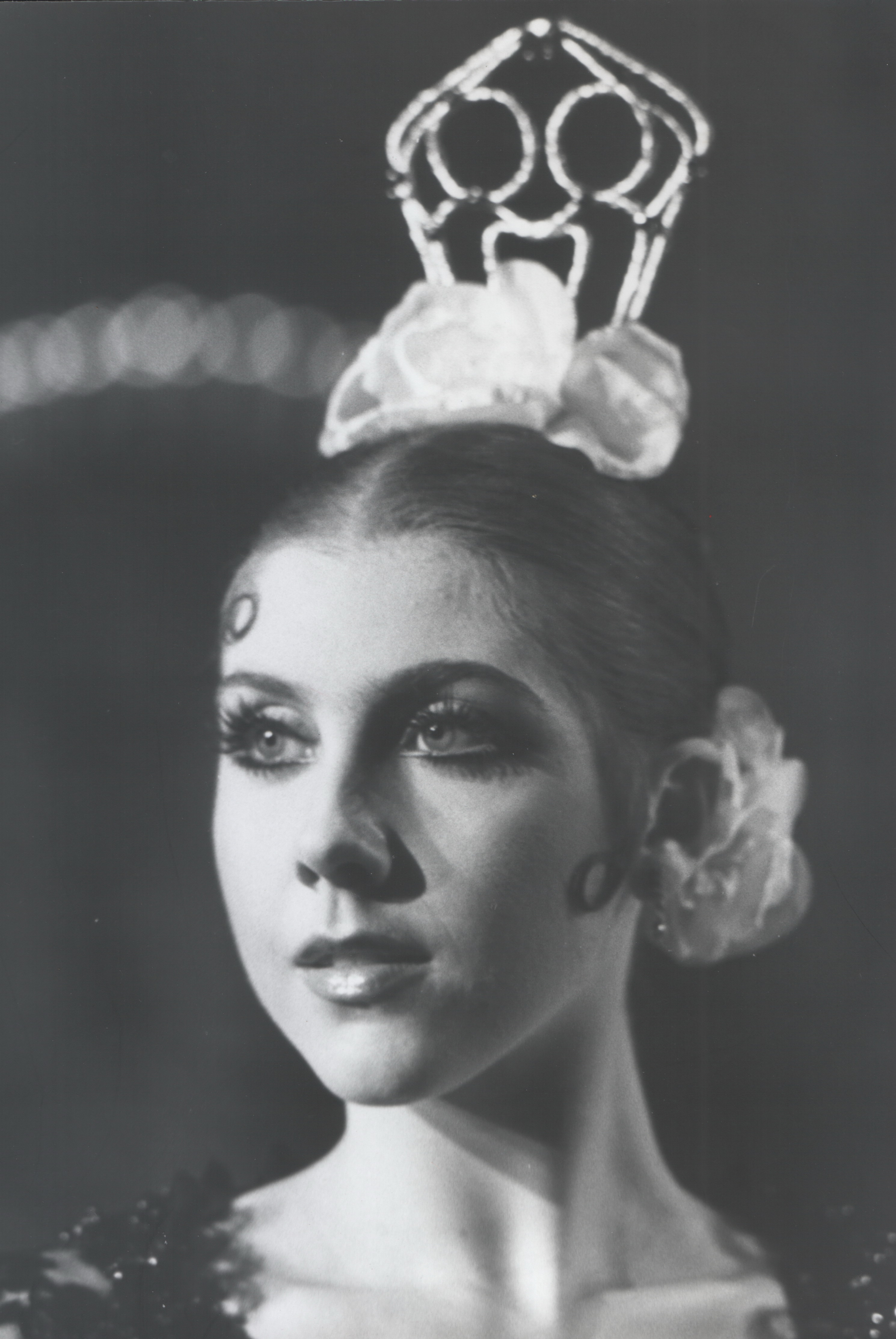
Il Bolero da Don Chisciotte.
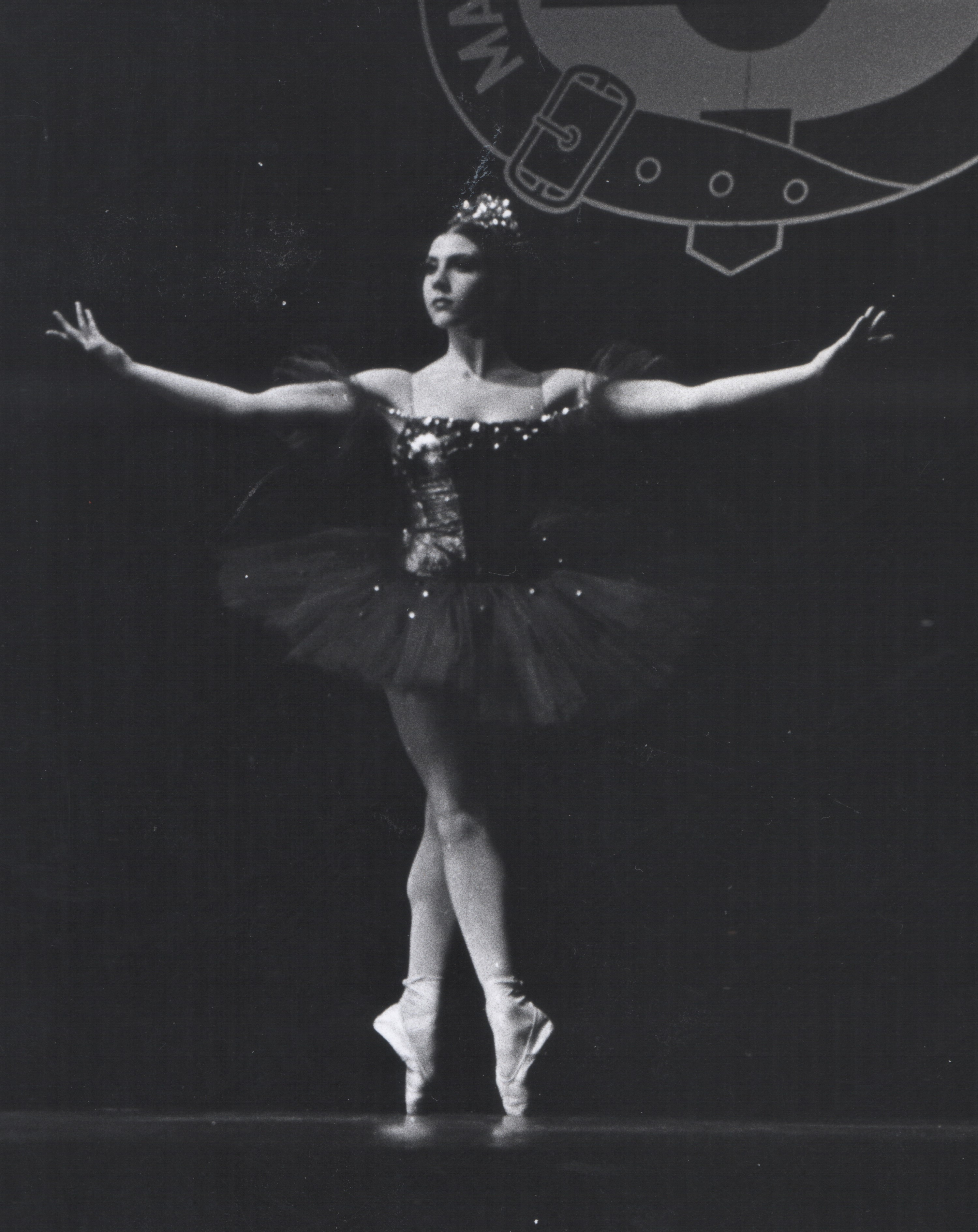
Rajmonda nel balletto omonimo.
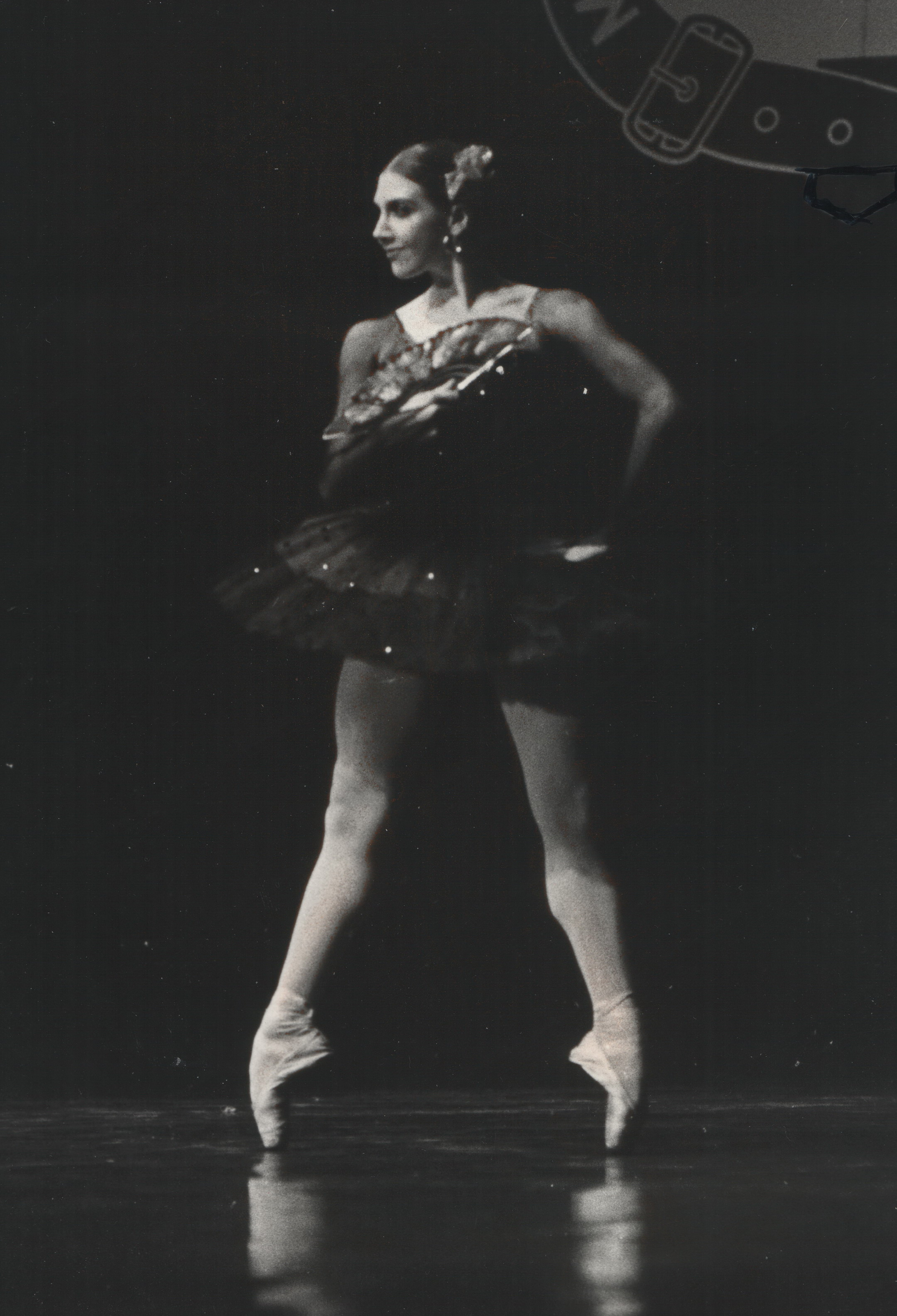
Kitri in Don Chisciotte.
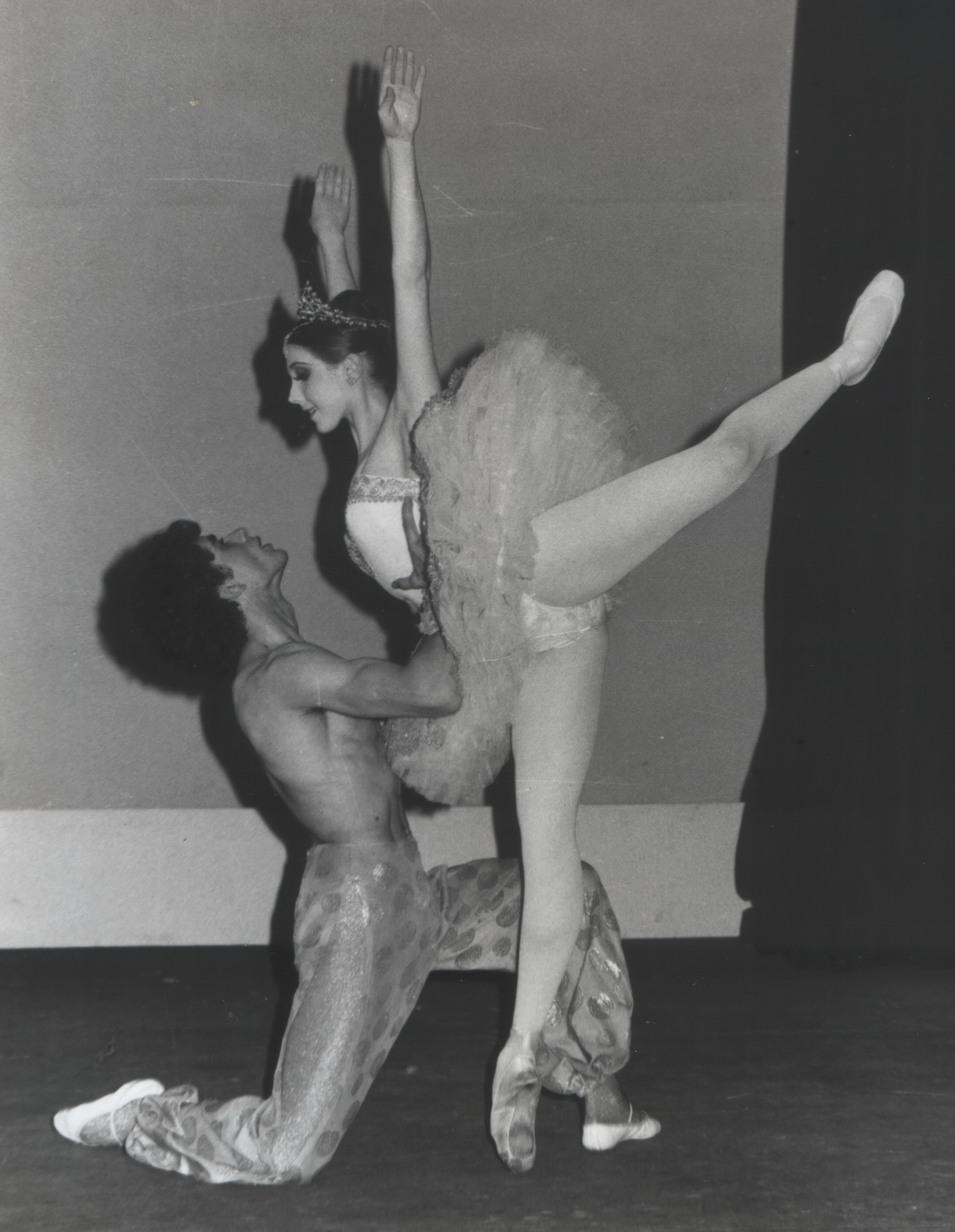
In prova con Raffaele Paganini.
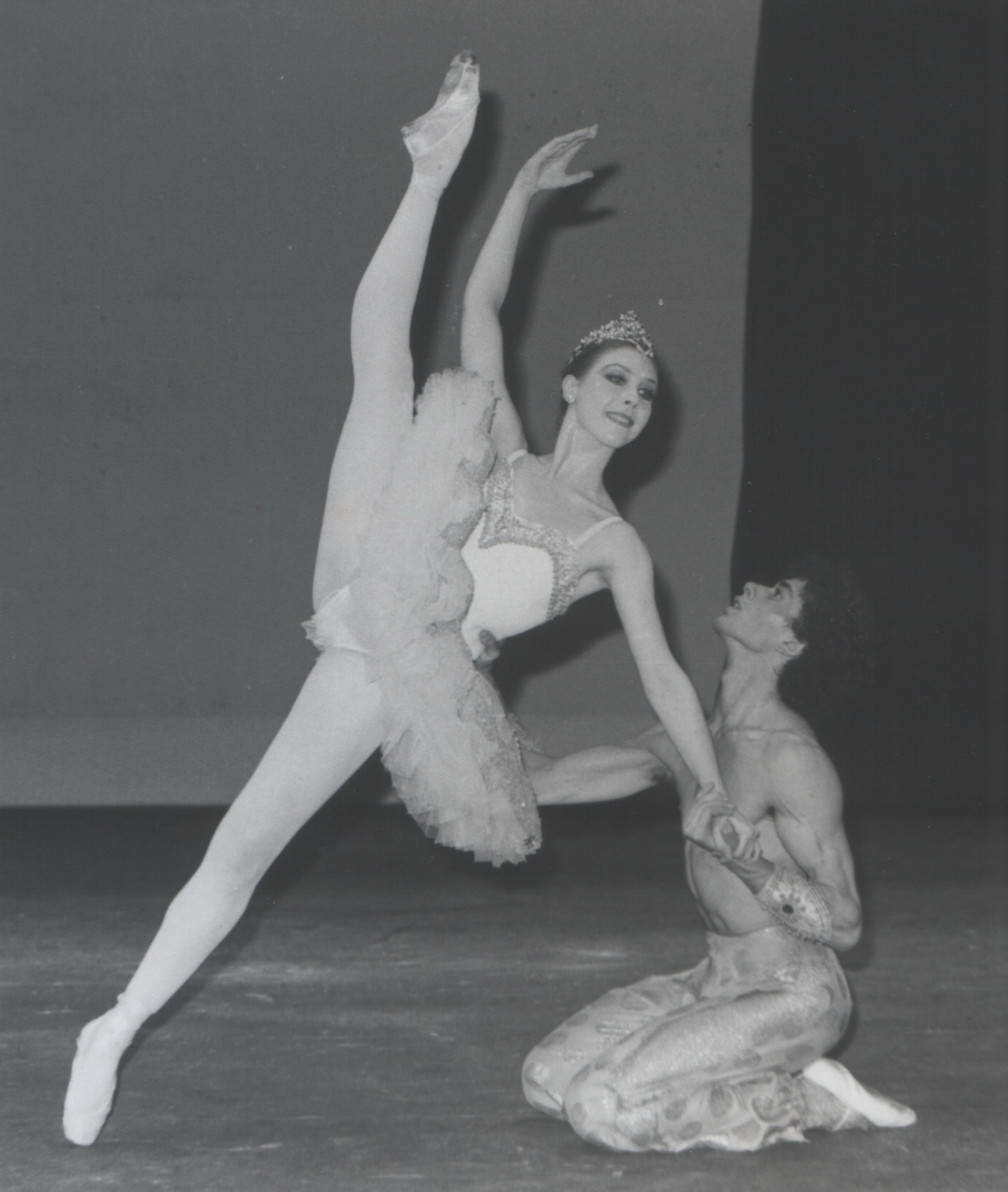
In prova con Raffaele Paganini.
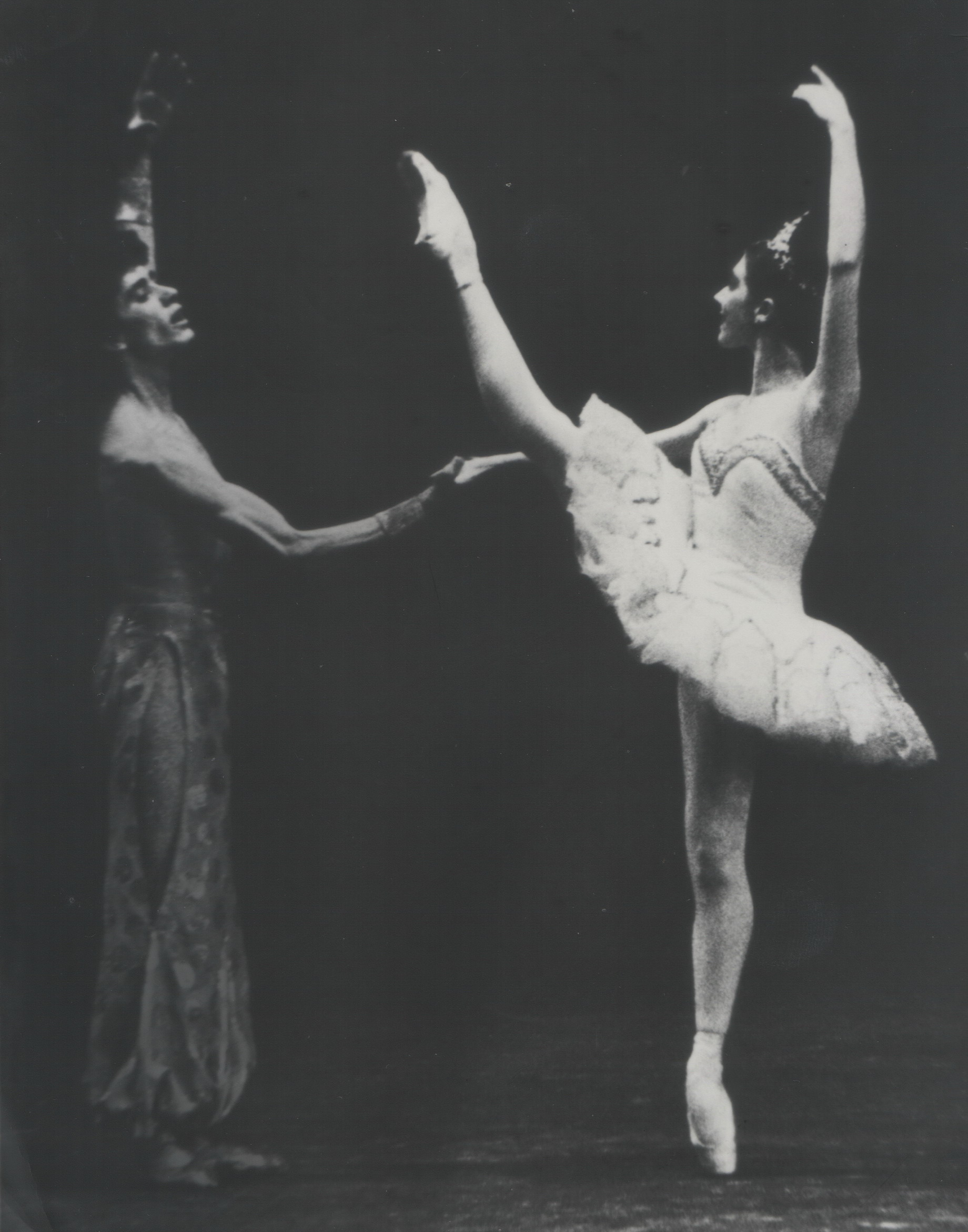
La Bayadère con Raffaele Paganini.
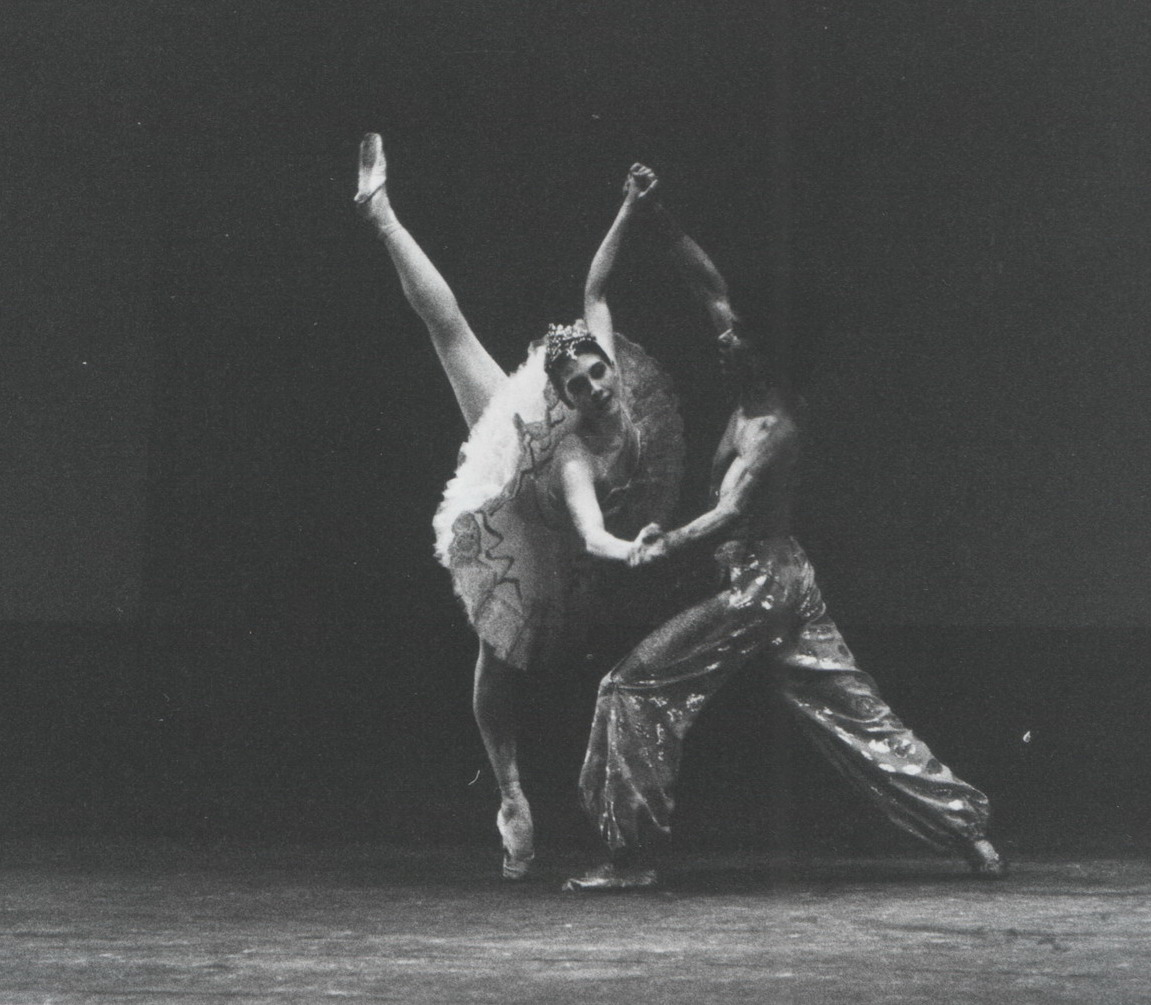
La Bayadère con Raffaele Paganini.
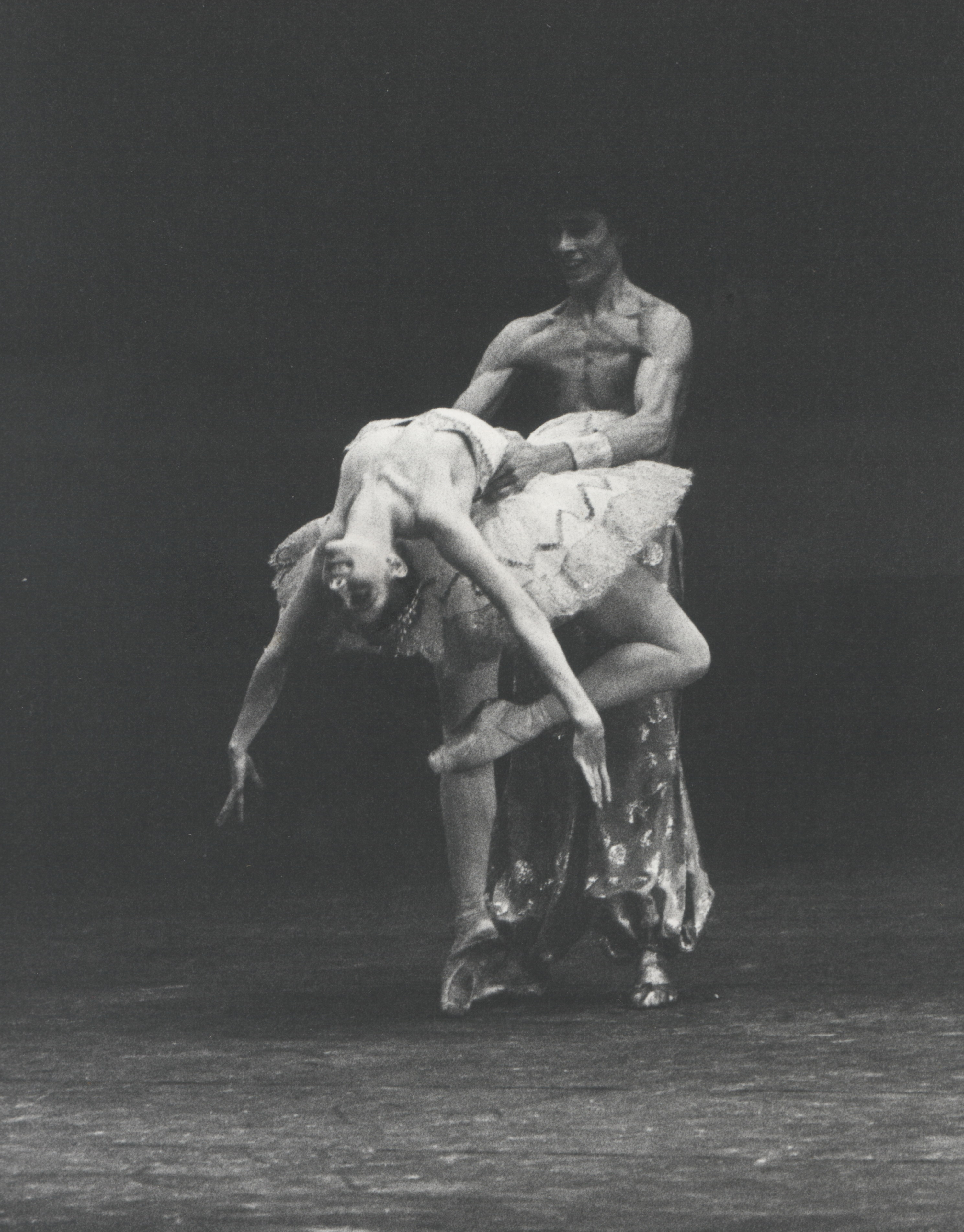
La Bayadère con Raffaele Paganini.
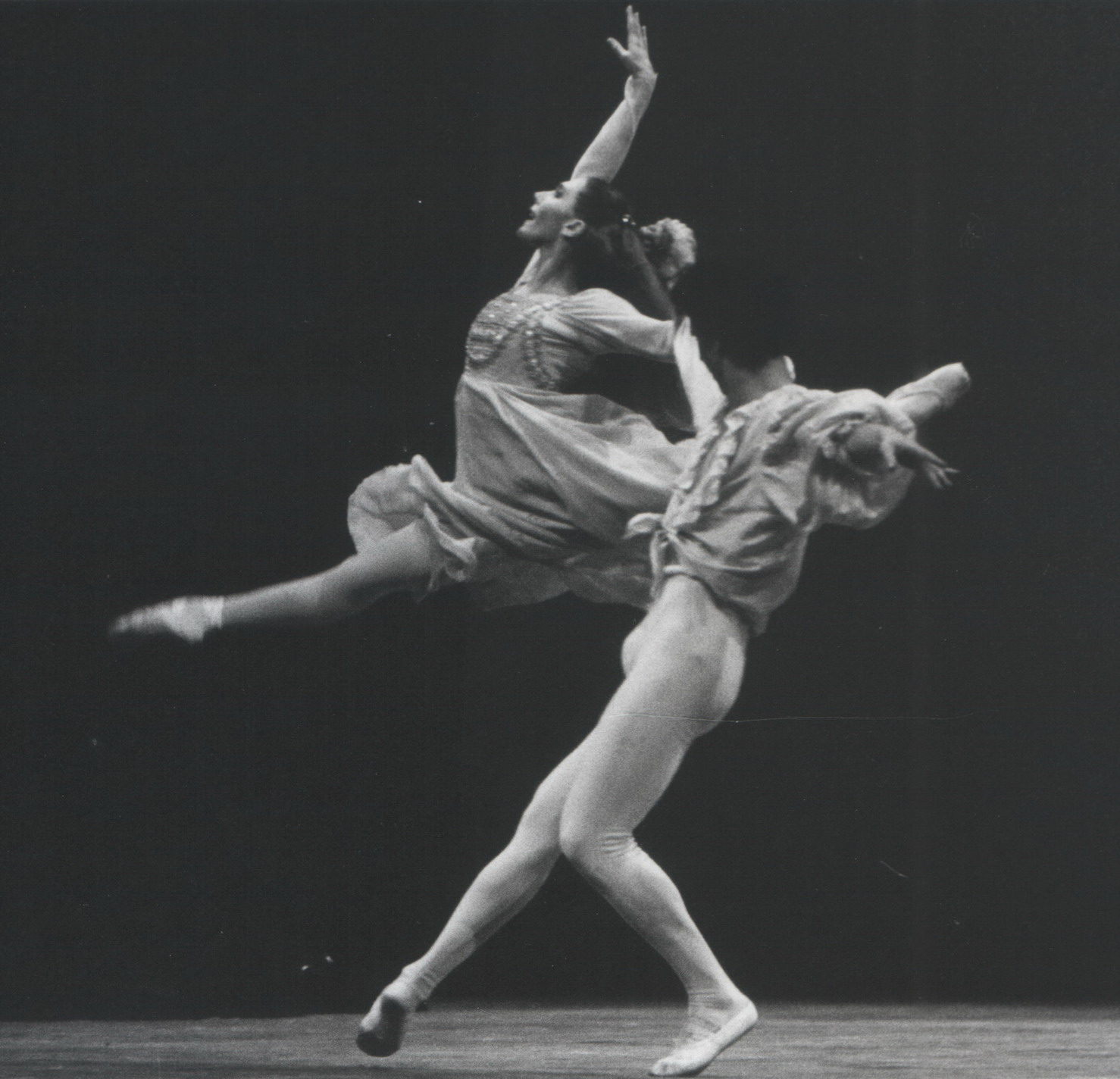
Romeo e Giulietta con Augusto Paganini.
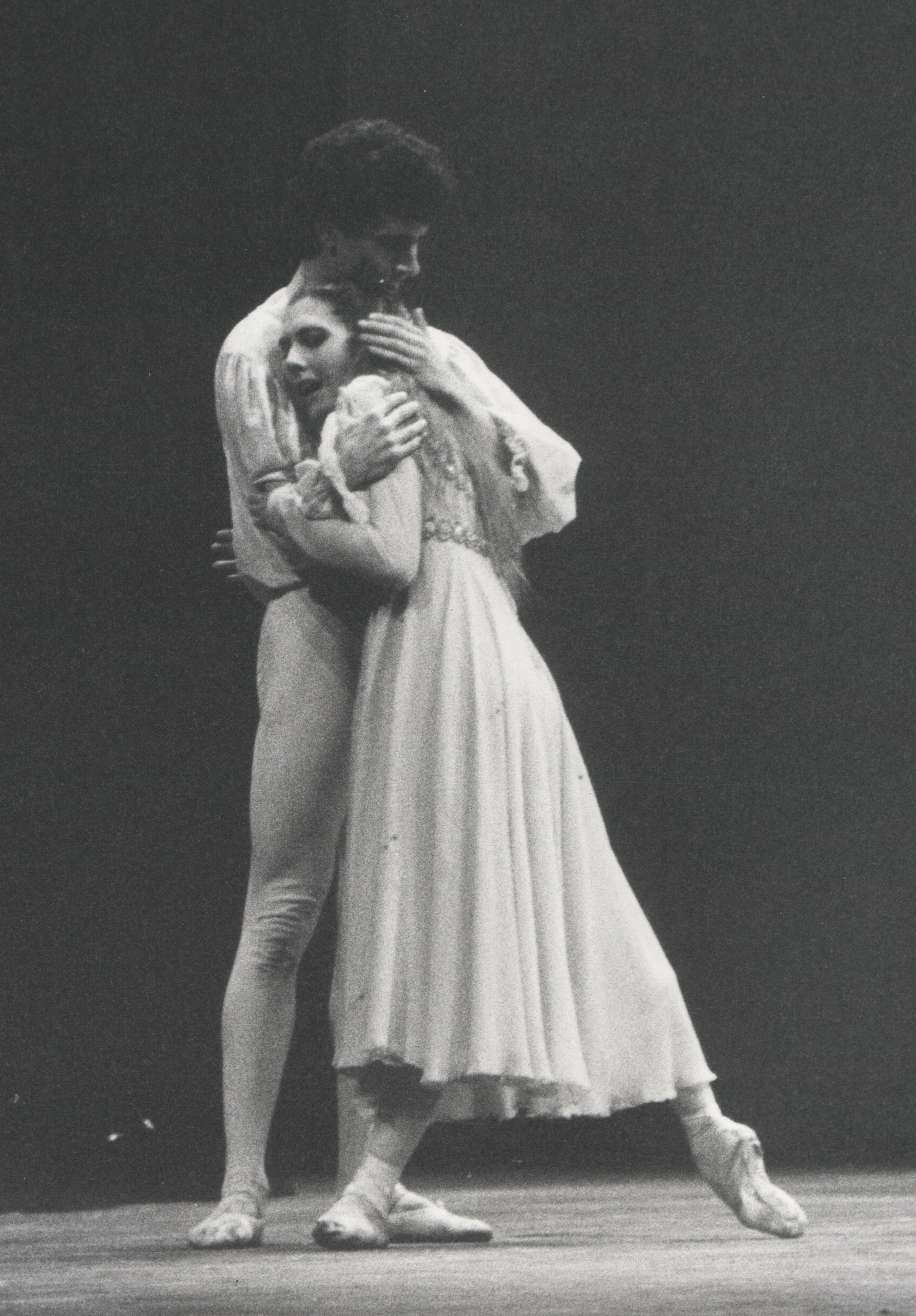
Romeo e Giulietta con Augusto Paganini.
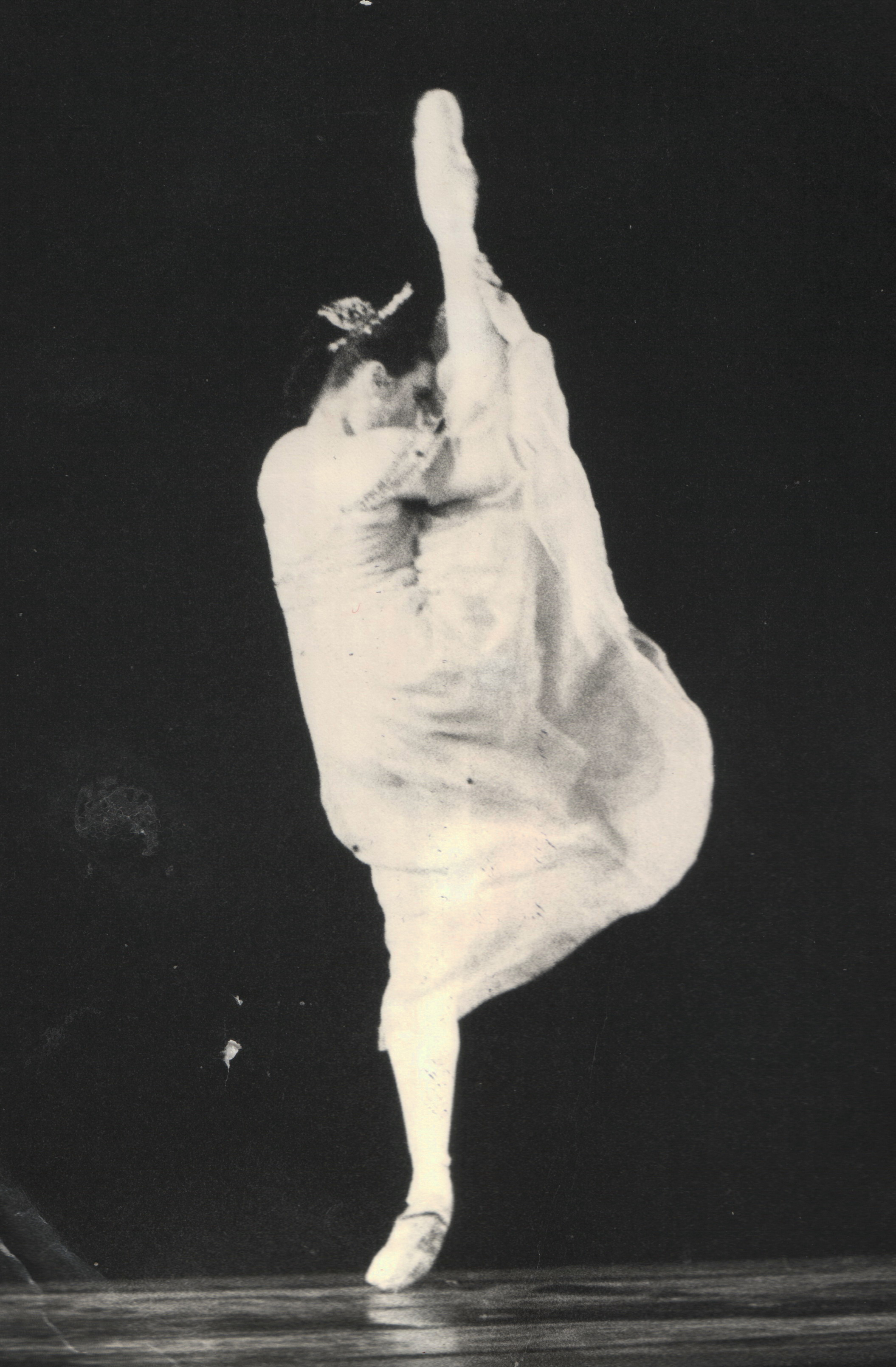
Egina in Spartak.
Medora in Le Corsaire.
Rosa ne L'Infiorata a Genzano.